# Paleopneustina
Paleopneustina é uma subordem que agrupa diversas famílias de ouriços-do-mar de morfologia corporal do tipo irregular.

## Morfologia
Os membroso da subordem Paleopneustina são ouriços-do-mar spatangóides com o o corpo ovoide, com a face aboral convexa e a face oral plana. Os espinhos (radíolos) são em gerla longos e com morfologia muito variada em função da sua localização no corpo do animal. Nalguns casos os espinhos são reduzidos ou quase ausentes.
O registo fóssil deste taxon é conhecido desde o Cretáceo (Cenomaniano)..

## Liste des familles
A base de dados taxonómicos WRMS lista as seguintes famílias:
- Superfamília Paleopneustidea A. Agassiz, 1904
  - Família Paleopneustidae A. Agassiz, 1904
  - Família Pericosmidae Lambert, 1905
- Família Periasteridae Lambert, 1920a †
- Família Prenasteridae Lambert, 1905
- Família Schizasteridae Lambert, 1905
- Família Unifasciidae Cooke, 1959 †